# Robert Jackson Wood
Robert Jackson Wood (Fitchburg, Massachusetts, 1957. június 26. – St. Charles megye, Missouri, 2009. február 19.) amerikai űrhajós.

## Életpálya
1978-ban az Universität von Ohio keretében fizikából diplomázott. 1980-ban a MIT keretében erősítette meg diplomáját.
1985. márciustól a Lyndon B. Johnson Űrközpontban részesült űrhajóskiképzésben. Űrhajós pályafutását 1986 januárban fejezte be. A Boeing vállalat rendszermérnöke lett. Egy részeg sofőr okozta autóbalesetben meghalt.

## Űrrepülések
STS–61–M küldetés rakományfelelősének jelölték, de a programot a Challenger-katasztrófa miatt törölték.

## Tartalék személyzet
STS–61–B, az Atlantis űrrepülőgép 2. repülésének rakományfelelőse. A McDonnell Douglas által finanszírozott űrhajós jelölt.